# 中華民國—巴哈馬關係
中華民國與巴哈馬聯邦於1989—1997年有官方外交關係。斷交後，目前沒有在對方首都互設具大使館功能的代表機構。對巴哈馬的相關事務由駐邁阿密臺北經濟文化辦事處兼轄。

## 政治

### 外交

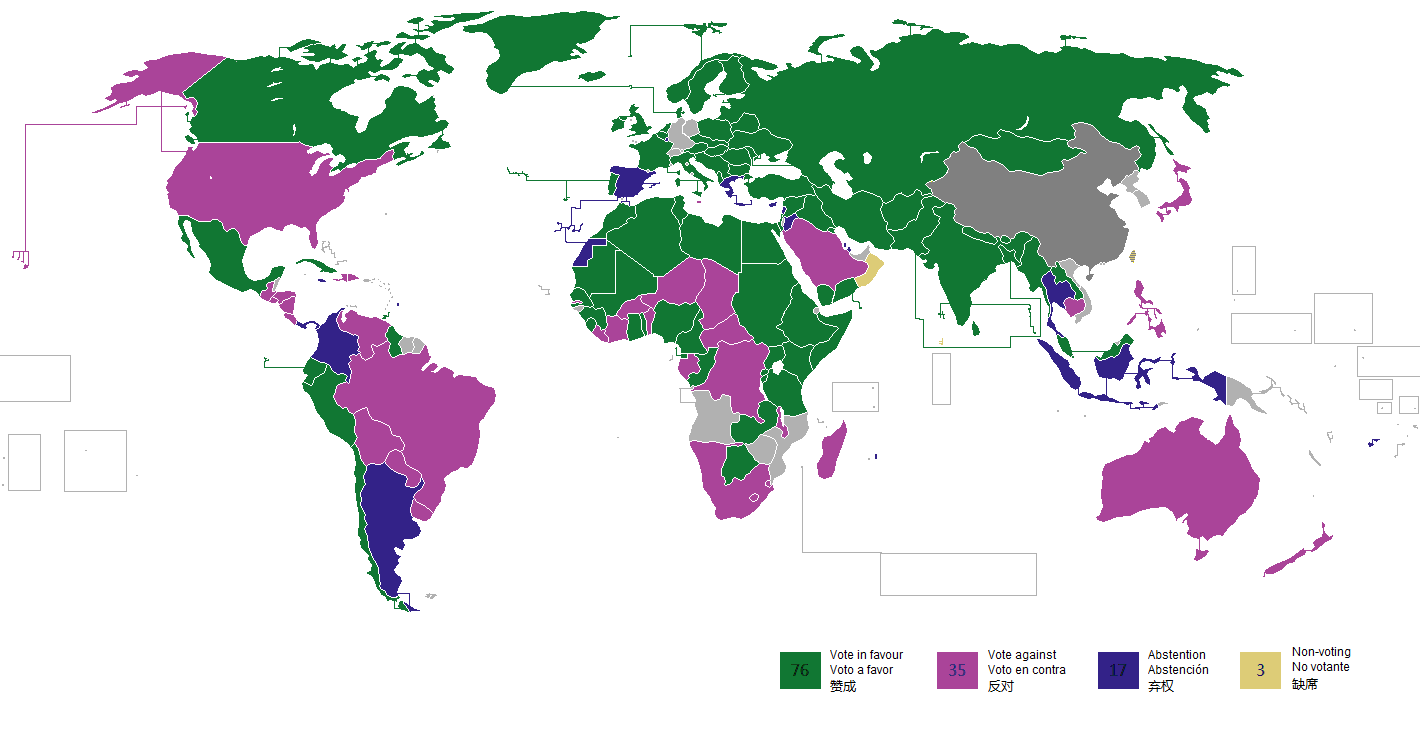
灰色國家表示非聯合國會員國，巴哈馬當時是英國殖民地，因此不能對中華民國續留聯合國一案參與投票，即《聯合國大會2758號決議》。

1989年1月7日，中華民國行政院長俞國華率領交通部長郭南宏、外交部政務次長金樹基、新聞局長邵玉銘等官員，前往巴哈馬會見總理賓德林、副總理兼外交部長梅納商討建交事宜。1月9日，兩國建立大使級外交關係。5月，於首都拿索設立中華民國駐巴哈馬聯邦大使館，並派駐大使；巴哈馬則未設立大使館、派駐大使，但於首都台北設立巴哈馬聯邦駐中華民國名譽領事館。
1991年10月8日，巴哈馬參議院議長柯比（Edwin Coleby）夫婦抵台訪問。期間會見立法院長梁肅戎、外交部常務次長程建人、行政院農業委員會副主任委員邱茂英等政府官員，並參加中華民國國慶活動。
1993、1994、1995年，巴哈馬在聯合國大會的總辯論中，為中華民國參與聯合國執言。
1996年1月24日，外交部長錢復夫婦前往巴哈馬訪問，期間會見巴哈馬總督、總理、副總理、外交部長等政府官員。
1996年5月19日，巴哈馬總督湯貴德抵臺訪問，總統李登輝以軍禮歡迎，湯貴德並參加第九任總統副總統就職典禮。
1997年5月18日，兩國斷交。6月20日，關閉大使館。

#### 中華民國駐巴哈馬聯邦大使（1989－1997年）
| 姓名   | 任命          | 免職          | 離任          | 外交衔级 | 外交職務     |
| ------ | ------------- | ------------- | ------------- | -------- | ------------ |
| 張炳南 | 1989年4月21日 | 1994年4月18日 |               | 大使     | 特命全權大使 |
| 張慶衍 | 1994年4月18日 | 1996年12月4日 |               | 大使     | 特命全權大使 |
| 吳明彥 | 1996年12月9日 |               | 1997年5月18日 | 大使     | 特命全權大使 |

## 經濟

### 貿易
| 年分 | 貿易總額  | 貿易總額 | 貿易總額 | 出口至巴哈馬 | 出口至巴哈馬 | 出口至巴哈馬 | 自巴哈馬進口 | 自巴哈馬進口 | 自巴哈馬進口 | 順逆差  |
| 年分 | 金額      | 年增減   | 排名     | 金額         | 年增減       | 排名         | 金額         | 年增減       | 排名         | 順逆差  |
| ---- | --------- | -------- | -------- | ------------ | ------------ | ------------ | ------------ | ------------ | ------------ | ------- |
| 2017 | 1,347,144 | ▲49.3%   | 184      | 941,924      | ▲53.1%       | 179          | 405,220      | ▲41.4%       | 170          | 順差▲   |
| 2018 | 1,417,402 | ▲5.2%    | 183      | 545,236      | ▼42.1%       | 190          | 872,166      | ▲115.2%      | 154          | 逆差 -- |
| 2019 | 1,213,583 | ▼14.4%   | 187      | 693,829      | ▲27.3%       | 180          | 519,754      | ▼40.4%       | 169          | 順差 -- |
| 2020 | 883,788   | ▼27.2%   | 191      | 467,125      | ▼32.7%       | 186          | 416,663      | ▼19.8%       | 163          | 順差▼   |
| 2021 | 2,569,503 | ▲190.7%  | 178      | 1,324,079    | ▲183.5%      | 175          | 1,245,424    | ▲198.9%      | 157          | 順差▲   |
| 2022 | 2,778,123 | ▲8.1%    | 178      | 2,204,056    | ▲66.5%       | 167          | 574,067      | ▼53.9%       | 163          | 順差▲   |
| 2023 | 1,776,568 | ▼36.1%   | 182      | 1,268,010    | ▼42.5%       | 172          | 508,558      | ▼11.4%       | 163          | 順差▼   |
| 2024 | 2,929,100 | ▲64.9%   | 177      | 1,187,114    | ▼6.4%        | 172          | 1,741,986    | ▲242.5%      | 155          | 逆差 -- |

2023年的兩國貿易項目如下：
出口至巴哈馬的前10大項目為：小客車與其他主要設計供載客之機動車輛；載貨用機動車輛；機動車輛所用之零件與附件；其他塑料製品與特定材料制成品；新橡膠氣胎；一般或競技運動、戶外遊戲用物品與設備、游泳池與袖珍游泳池；不織布；冷藏機、冷凍機與其他冷藏或冷凍設備；鋼鐵製螺釘、螺栓、螺帽、螺旋鈎、車用螺釘、鉚釘、橫梢、開口梢、墊圈與類似製品；其他鋼鐵製品等。
自巴哈馬進口的項目為：鐵屬廢料、重熔用廢鋼鐵鑄錠；特定金屬及其製品，包括廢料與碎屑；特殊物品，含進口未超過5萬新臺幣之小額報單與其他零星物品等。

### 合作
兩國於1992年協議成立海螺殼加工訓練所，由中華民國提供機器及技術，協助巴哈馬利用盛產的海螺殼，加工製造成首飾或紀念品，此計劃於1995年7月開始實施。加工訓練所於1996年1月啟用，由中華民國外交部長錢復、巴哈馬教育部長杜茂德共同剪綵。

## 協定
| 日期           | 簽署                                           | 備註         |
| -------------- | ---------------------------------------------- | ------------ |
| 1990年3月6日   | 《中華民國政府與巴哈馬政府農業技術合作協定》   | 以下簡稱中巴 |
| 1995年11月20日 | 《中巴技術文化與科學合作協定》                 |              |
| 1996年1月29日  | 《中巴聯合公報》                               | [ 19 ]       |
| 1996年12月4日  | 《中巴技術、文化與科學合作聯合委員會設立協定》 |              |

## 簽證

持中華民國護照的中華民國國民簽證要求分布圖：入境巴哈馬需要簽證。

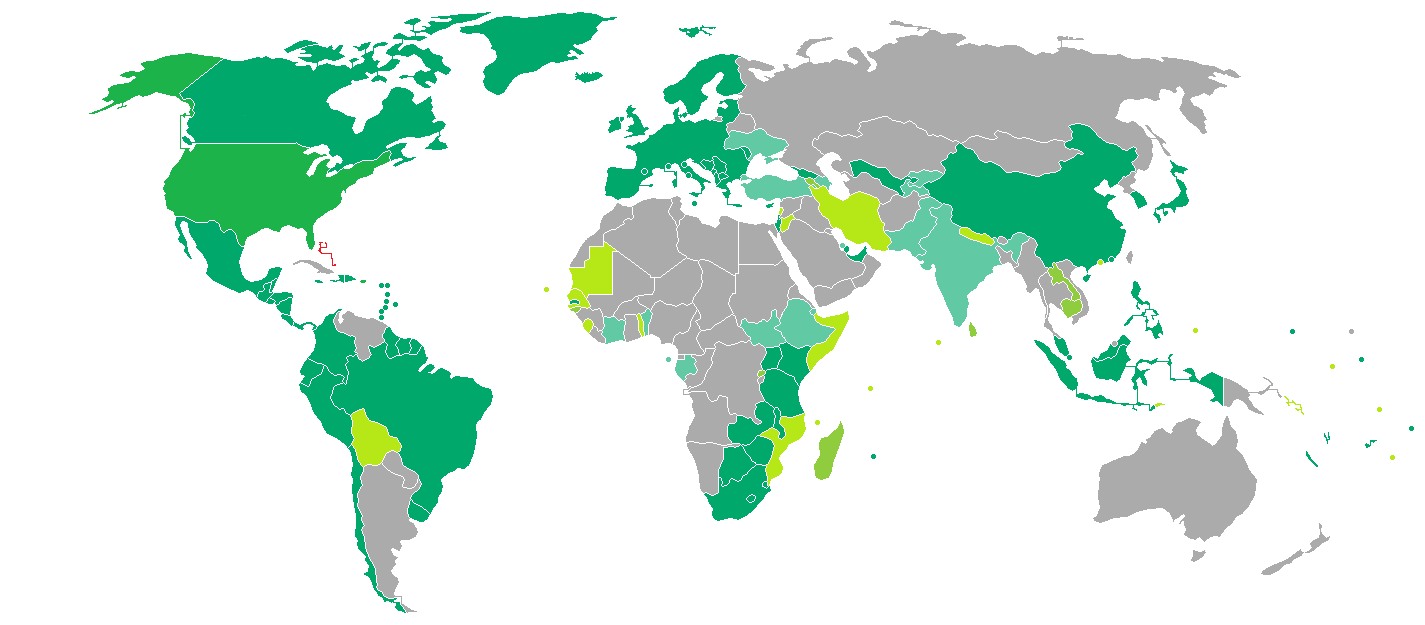
持巴哈馬護照的巴哈馬國民簽證要求分布圖：入境中華民國需要簽證。

兩國國民皆須申請簽證方可入境對方國家。持有載明身分證字號的中華民國護照之中華民國國民可前往巴哈馬駐外使領館申辦觀光簽證。經巴哈馬轉機，亦需申辦過境簽證。
持有巴哈馬護照的巴哈馬國民抵台參加由中央政府機關主辦、協辦或贊助之國際會議、運動賽事、商展或其他活動，可以電子簽證入境中華民國，停留最多30天並不得延期。

### 事件
在邦交期間，巴哈馬於1992年9月30日起，曾給予中華民國國民免簽證入境60天待遇。

## 交通

### 航空

#### 客運
兩國無直航班機，可經由（不計航點遠近，截至2023年7月2日）：
- 台北→倫敦、米蘭（*季節性飛巴哈馬）、紐約、洛杉磯（**2023年12月14日開航巴哈馬）、芝加哥*、休士頓*、西雅圖**、多倫多，再轉機前往巴哈馬的國際機場（英语：List of airports in the Bahamas）。

## 外部連結
- 中華民國外交部－巴哈馬簡介 （页面存档备份，存于）
- 駐邁阿密臺北經濟文化辦事處
- 外交部領事事務局－國外旅遊警示分級表
- 中華民國衛生福利部－國際旅遊疫情建議等級
- 中華民國國際經濟合作協會 （页面存档备份，存于）